# The Walkmen
The Walkmen is een Amerikaanse indierockband.

## Biografie
De band werd in 2000 opgericht uit de as van twee eerdere bands: Jonathan Fire*Eater, van wie Martin, Maroon en Barrick afkomstig waren en The Recoys, waarvandaan Leithauser en Bauer afkomstig waren. De bandleden kenden elkaar al wel, daar zij naar dezelfde middelbare school (St. Albans School) waren gegaan en toen al eerder in verscheidene van dezelfde bands gespeeld hadden. De band leende geld van familieleden om een studio in New York te huren, waar zij in 2001 via Startime International hun eerste naar de bandnaam getitelde ep uitbrachten.
In 2002 brachten zij hun debuutalbum  Everyone Who Pretended to Like Me Is Gone uit, dat geroemd werd vanwege haar innovatieve benadering van atmosfeer en geluid. In 2004 bracht de band haar tweede album Bows + Arrows uit via haar nieuwe label, Record Collection. Later dat jaar was de band te zien in de dramaserie The O.C.. 
In 2006 was de band genoodzaakt haar studio in New York te verlaten, omdat de Columbia-universiteit het gebouw had gekocht en er een nieuw bestemmingsplan voor had. Als afscheid van de studio bracht de band het album "Pussy Cats" Starring the Walkmen uit, een coveralbum van het album Pussy Cats van John Lennon en Harry Nilsson.
In 2014 kondigde de band een pauze voor onbepaalde tijd aan. De bandleden houden zich sindsdien bezig met andere projecten.

## Bezetting

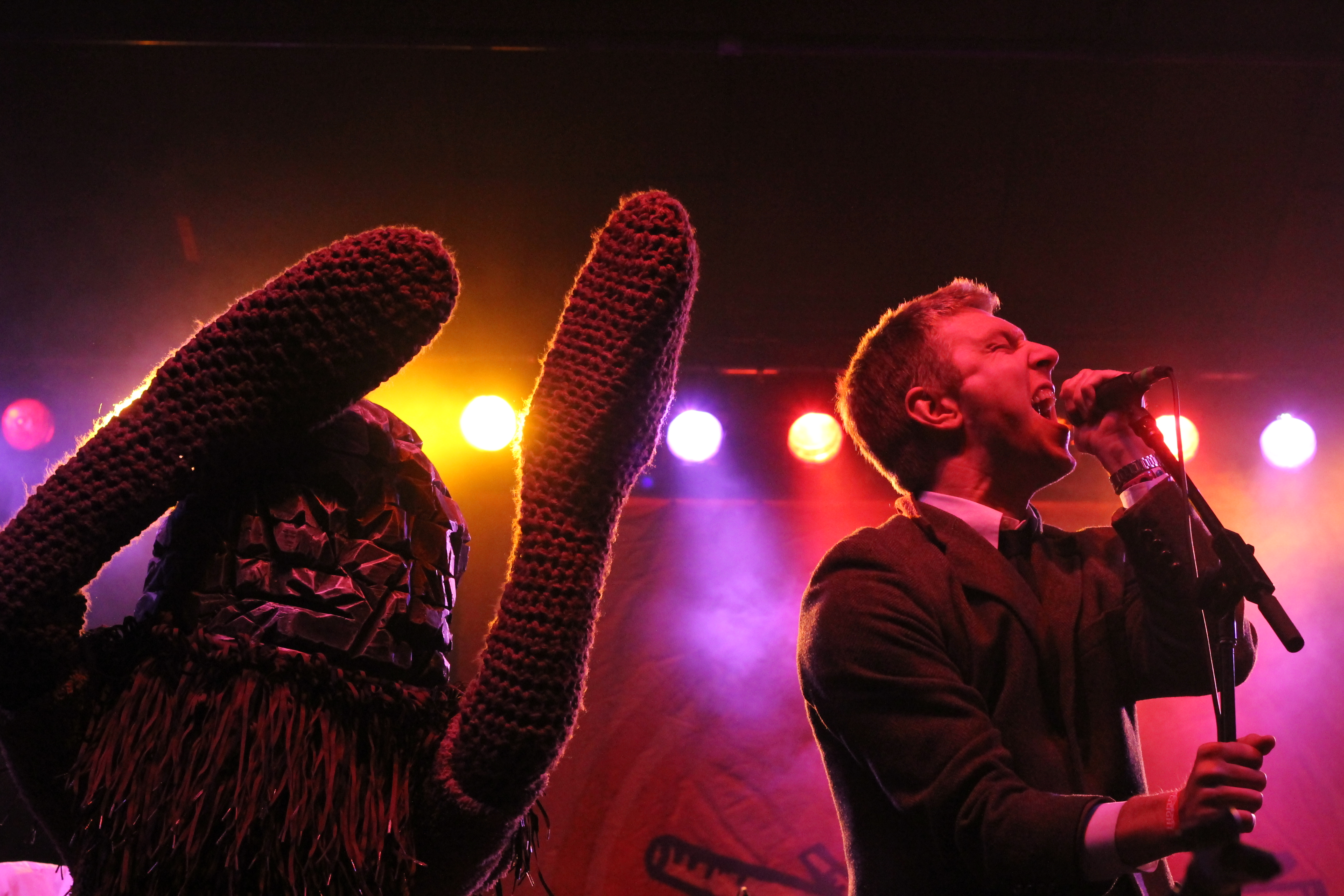
Live op Treefort Music Fest in 2013

- Hamilton Leithauser - vocalen, leidende gitaar
- Paul Maroon - gitaar, piano
- Walter Martin - synthesizer
- Peter Bauer - bas
- Matt Barrick - drums

## Discografie
Studioalbums
- 2002 – Everyone Who Pretended to Like Me Is Gone
- 2004 – Bows & Arrows
- 2006 – A Hundred Miles Off
- 2008 – You & Me
- 2010 – Lisbon
- 2012 – Heaven

Ep's
- 2001 - The Walkmen
- 2002 - Let's Live Together
- 2002 - Untitled (Black cover)
- 2002 - Untitled (White cover)
- 2002 - Split (met Calla)
- 2004 - Christmas Party
- 2008 - Daytrotter Session, (Leonard Cohen covers)
- 2008 - Daytrotter Session (Neil Hagerty covers)
- Live Session (Exclusief voor iTunes)